# Мито Хаџивасилев
Мито Хаџивасилев – Јасмин (Кавадарци, 21. децембар 1922 — Брела, код Макарске, 1. август 1968), новинар, публициста, учесник Народноослободилачке борбе и друштвено-политички радник СР Македоније. Од 12. маја 1967. до 1. августа 1968. године обављао је функцију председника Собрања СР Македоније.

## Биографија
Рођен је 21. децембра 1922. године у Кавадарцима. Гимназију је завршио у Битољу. Непосредно пред Други светски рат студирао је на Правном факултету у Београду. Члан Комунистичке партије Југославије постао је 1940. године. Од тада је и члан Месног комитета КПЈ и секретар Месног комитета Савеза комунистичке омладине Југославије у Кавадарцима.
Учесник Народноослободилачке борбе је од 1941. године. За време рата био је члан Обласног комитета Комунистичке партије Македоније, заменик политичког комесара Треће оперативне зоне и Друге македонске бригаде, а пред крај рата члан Обласног комитета Народноослободилачког одбора у Битољу.
После ослобођења земље обављао је више политичких функција:
- начелник управе Агитпропа Централног комитета КП Македоније
- кандидат за члана, а затим члан Централног комитета КП Македоније, односно СК Македоније (биран на Другом, Трећем и Четвртом конгресу СКМ)
- посланик Народног собрања НР Македоније
- секретар и члан Извршног већа НР Македоније
- члан Централног комитета Савеза комуниста Југославије од 1958. године
- члан Извршног комитета и секретар Централног комитета СК Македоније
- члан Председништва Централног комитета СК Македоније
- председник Собрања СР Македоније од 12. маја 1967. до 1. августа 1968. године

Умро је 1. августа 1968. године у месту Брела код Макарске. На функцији председника Собрања Македоније наследио га је Никола Минчев.

## Литерарни рад
Био је један од најпознатијих македонских новинара и публициста. Био је главни и одговорни уредник листа „Нова Македонија“ од 1945. до 1947. и 1962. године, оснивач и први главни уредник часописа и ревија „Партијски живот“, „Социјалистичка зора“ и „Погледи“.
Написао је више радова из области политичке економије социјализма, социјалистичке демократије, политичког система социјалистичког самоуправљања, теорије Партије, естетике и историје.
Данас његово име носи награда за новинарство у Северној Македонији, која се додељује сваке године.